# Claudio Reyna
Claudio Reyna (Livingston, New Jersey, 20 juli 1973) is een Amerikaanse voormalig voetballer van Argentijnse afkomst. Hij was aanvoerder van het nationale elftal van de Verenigde Staten, totdat hij zich terug trok uit de nationale ploeg na de uitschakeling op het WK 2006. Op 16 juli 2008 kondigde hij aan dat hij zou stoppen met voetballen.

## Zijn jeugd
De vader van Reyna verhuisde in 1968 naar de Verenigde Staten. Daarvoor was hij profvoetballer in Argentinië geweest. Hij ging in New Jersey wonen, waar hij trouwde met een Portugees-Amerikaanse vrouw.
Reyna leerde de liefde voor het voetbal van zijn vader. Reyna begon met voetballen in een schoolelftal, waar hij ploeggenoot was van Gregg Berhalter, die later ook prof werd. Tijdens de periode dat Reyna speelde, was het schoolelftal ongeslagen. Dat wilde wat zeggen, omdat Reyna drie jaar voor dit elftal gespeeld heeft en het doelsaldo in die drie jaar was 65-0.
Reyna ging hierna naar de Universiteit van Virginia. Ook hier speelde hij weer in het schoolelftal. Wederom speelde hij drie jaar in het elftal, dat gecoacht werd door voormalig bondscoach van de Verenigde Staten Bruce Arena. In de drie seizoenen dat Reyna voor dit team speelde won hij ieder jaar het NCAA Championship, een kampioenschap voor schoolelftallen.

## Clubcarrière
Op 8 augustus 1994 tekende Reyna hij een contract bij Bayer 04 Leverkusen. Bij Leverkusen speelde hij aanvankelijk niet veel en hij werd in juli 1997 uitgeleend aan VfL Wolfsburg. Bij Wolfsburg werd Reyna als eerste Amerikaan ooit aanvoerder van een grotere Europese club.
Op 1 april 1999 kwam er een einde aan zijn tijd in Wolfsburg. Glasgow Rangers deed hem een aanbieding en betaalde $ 826.400 aan Wolfsburg en $ 2,76 miljoen aan Leverkusen.
Terwijl hij in de nationale ploeg speelde als creatieve middenvelder, werd hij bij Rangers gebruikt als controlerende middenvelder of als rechtsback. Toch bleef Reyna nog tot 2001 bij Rangers.
In 2001 maakte Reyna een transfer naar Sunderland AFC, maar een jaar later raakte hij zwaar geblesseerd aan zijn knie. Door deze blessure moest hij bijna het hele seizoen 2002/03 aan zich voorbij laten gaan. Datzelfde seizoen degradeerde Sunderland en daardoor kon de club het salaris van Reyna niet meer betalen. Hij maakte daarom een transfer naar Manchester City FC.
Ook bij City was Reyna vaak geblesseerd. Hij miste daardoor een groot deel van het seizoen 2004/05 en kwam in drie en een half seizoen tot 87 wedstrijden (4 goals).
Op 11 januari 2007 maakte Manchester City-coach Stuart Pearce bekend dat het contract van Reyna ontbonden zou worden, zodat hij, om privéredenen, terug kon verhuizen naar zijn vaderland. Uiteindelijk werd het contract ontbonden op 23 januari 2007 en een dag later tekende Reyna een contract bij New York Red Bulls, waar hem een weerzien met coach Bruce Arena wachtte. Uiteindelijk speelde hij 23 competitiewedstrijden voor New York Red Bulls.
Op 16 juli 2008 kondigde Reyna aan dat hij per direct stopte met het spelen van professioneel voetbal.

## Interlandcarrière
Reyna maakte deel uit van de Amerikaanse selectie, die in 1991 de gouden medaille won bij de Pan-Amerikaanse Spelen door in de finale Mexico met 2-1 te verslaan. Hij maakte zijn debuut voor de nationale A-ploeg op 15 januari 1994 tegen Noorwegen. Hij werd ook geselecteerd voor het WK 1994 in eigen land, maar speelde geen minuut vanwege een blessure. Speeltijd kreeg hij wel tijdens de WK's van 1998, 2002 en 2006, op die laatste twee toernooien was hij aanvoerder van de ploeg. Op 23 juni 2006, een dag na de uitschakeling van de Verenigde Staten op het WK, maakte Reyna bekend te stoppen met het spelen van internationaal voetbal. In totaal speelde hij 112 interlands, maakte daarin acht goals en gaf twaalf assists. Reyna nam met het Amerikaans olympisch elftal deel aan de Olympische Spelen in Atlanta, Verenigde Staten, waar de ploeg van bondscoach Bruce Arena strandde in de eerste ronde.

## Persoonlijk leven
Reyna is getrouwd met Danielle Egan, een voormalig speelster van de Verenigde Staten voor vrouwen, in juli 1997. Ze kregen samen vier kinderen: Jack (1999-2012), Giovanni (2002, vernoemd naar Reyna's goede vriend en oud-collega bij Glasgow Rangers Giovanni van Bronckhorst), Joah-Mikel (2007) en Carolina (2009).